# Оппеано
Оппеано (итал. Oppeano) — коммуна в Италии, располагается в провинции Верона области Венеция.
Население составляет 8018 человек (на 2004 г.), плотность населения составляет 159 чел./км². Занимает площадь 46,95 км². Почтовый индекс — 37050. Телефонный код — 045.
Покровителем коммуны почитается святой Иоанн Креститель. Праздник ежегодно празднуется 24 июня.

## Города-побратимы
- Мерето-ди-Томба, Италия
- Монтегранаро, Италия